# Nasim Pedrad
Nasim Pedrad (in persiano نسیم پدراد‎; Teheran, 18 novembre 1981) è un'attrice iraniana naturalizzata statunitense.

## Biografia
Nata a Teheran, in Iran, è cresciuta presso Irvine, in California, dopo essere emigrata negli Stati Uniti nel 1984. Ha una sorella, Nina, scrittrice di commedie. Debutta in televisione nel 2006 aderendo alla nota serie televisiva Una mamma per amica per un solo episodio. Ha successivamente coperto il ruolo dell'infermiera Suri in E.R. - Medici in prima linea.
Nel 2009 ottiene il suo più importante ingaggio, quello per cui oggi è meglio nota: prende infatti parte al cast di repertorio del Saturday Night Live divenendo la prima attrice proveniente dal Medio Oriente dello show. Entrerà poi a far parte del cast principale dell'SNL nel 2011 e vi resterà fino al 2014, quando deciderà di lavorare per la sitcom Mulaney dell'omonimo John Mulaney stand-up comedian e collega dell'SNL. Grazie al suo aspetto e alla sua capacità interpretava spesso sia ruoli di signore anziane che di ragazzi o bambine. Si esibiva spesso nelle imitazioni di personaggi della politica o dello spettacolo tra cui: Kim Kardashian, Arianna Huffington, Barbara Walters, Kelly Ripa, Aziz Ansari, Nicki Minaj, Michelle Malkin, Sonia Sotomayor, Christina Aguilera, Vanessa Hudgens, Lea Michele, Alicia Keys, Shakira, Mary-Kate Olsen, Gloria Allred, Bobby Jindal e altri.
Nel 2012 appare nel film Il dittatore, e l'anno dopo dà voce a Jillian in Cattivissimo me 2. Nel 2015 lavora nuovamente per la televisione: dalla quarta stagione recita in New Girl. Viene inserita nel cast della commedia horror Scream Queens nel ruolo di Gigi Caldwell. Nel 2019 recita in Aladdin, remake live action dell'omonimo film d'animazione Disney del 1992, diretto da Guy Ritchie.

## Filmografia

### Attrice

#### Cinema
- Amici, amanti e... (No Strings Attached), regia di Ivan Reitman (2011)
- Il dittatore (The Dictator), regia di Larry Charles (2012)
- Cooties, regia di Jonathan Milton (2014)
- Aladdin, regia di Guy Ritchie (2019)
- Animali da ufficio (Corporate Animals), regia di Patrick Brice (2019)
- Desperados, regia di LP (2020)
- Un piedipiatti a Beverly Hills: Axel F (Beverly Hills Cop: Axel F), regia di Mark Molloy (2024)

#### Televisione
- Una mamma per amica (Gilmore Girls) – serie TV, episodio 6x16 (2006)
- E.R. - Medici in prima linea (ER) – serie TV, 9 episodi (2007-2009)
- C'è sempre il sole a Philadelphia (It's Always Sunny in Philadelphia) – serie TV, episodio 5x05 (2009)
- Saturday Night Live – programma televisivo, 109 episodi (2009-2014)
- New Girl – serie TV, 28 episodi (2014-2018)
- Scream Queens – serie TV, 11 episodi (2015)
- The Mindy Project – serie TV, episodio 5x02 (2016)
- Curb Your Enthusiasm – serie TV, episodio 7x01 (2017)
- Brooklyn Nine-Nine – serie TV, episodio 5x17 (2018)
- Chad – serie TV, 18 episodi (2021-2024)
- Just Beyond – serie TV, episodio 1x01 (2021)
- High Potential – serie TV, episodio 1x11 (2025)

### Doppiatrice
- Lorax - Il guardiano della foresta (Dr. Seuss' The Lorax), regia di Chris Renaud (2012)
- Cattivissimo me 2 (Despicable Me 2), regia di Pierre Coffin e Chris Renaud (2013)
- Big Mouth – serie animata, episodio 1x05 (2017)
- The Boys presenta: Diabolico! (The Boys Presents: Diabolical) – serie animata, episodio 1x04 (2023)
- Wish, regia di Chris Buck e Fawn Veerasunthorn (2023)

## Doppiatrici italiane
Nelle versioni in italiano dei suoi film, Nasim Pedrad è stata doppiata da:
- Loretta Di Pisa in New Girl
- Chiara Colizzi in Scream Queens
- Angela Brusa in Aladdin
- Ilaria Latini in Desperados
- Lidia Perrone in Un piedipiatti a Beverly Hills - Axel F

Da doppiatrice è sostituita da:
- Paola Valentini in Lorax - Il guardiano della foresta
- Ilaria Latini in Cattivissimo me 2